# Lasiocarpus ovalifolius
Lasiocarpus ovalifolius är en tvåhjärtbladig växtart som beskrevs av Franz Josef Niedenzu. Lasiocarpus ovalifolius ingår i släktet Lasiocarpus och familjen Malpighiaceae. Inga underarter finns listade i Catalogue of Life.